# Louis Roger Pelloussat
Pour les articles homonymes, voir Louis Roger.
Louis Roger Pelloussat (né à Francheville le 20 septembre 1911, mort dans le 1er arrondissement de Lyon le 16 octobre 1980) est un écrivain de langue française, qui a publié de nombreux romans d'aventures ou policiers sous son nom ou ceux de Paul Tossel ou Gabriel Gay.